# 1954 à la télévision
| Années de la télévision : 1951 - 1952 - 1953 - 1954 - 1955 - 1956 - 1957    |
| Décennies de la télévision : 1920 - 1930 - 1940 - 1950 - 1960 - 1970 - 1980 |

Cet article présente les faits marquants de l'année 1954 à la télévision.

## Évènements
- 3 janvier : début des émissions télé de la Rai en Italie.
- 6 juin : Création de l'Eurovision par les pays membres de l'Union européenne de radiodiffusion et de télévision. Il s'agit d'un réseau d'échanges de programmes
- 30 juillet, Royaume-Uni : Création d’ITV, chaîne de télévision commerciale indépendante.
- Septembre : En France, les programmes des stations régionales de la RTF sont diffusés de 19h00 à 20h30 sur l'unique chaîne de télévision.
- 20 septembre : Inauguration de Télé Marseille, station de télévision régionale de la RTF.
- 1er novembre : La Télévision Suisse Romande diffuse ses premières émissions.
- 8 novembre : Inauguration de Télé Lyon, station régionale lyonnaise de la RTF.
- 20 novembre : Naissance de Télé Monte-Carlo inaugurée par S.A.S. le prince Rainier III de Monaco.

## Émissions

### États-Unis
- 11 septembre : Télédiffusion pour la première fois du concours de beauté Miss America.
- 27 octobre : Walt Disney lance sa première émission télévisée intitulée Le Monde merveilleux de Disney sur ABC.

### France
- 1er janvier : le journal télévisé est fixé à 20 heures en France.
- 11 mars : Première de l'émission La Piste aux étoiles, émission télévisée réalisée par Gilles Margaritis sur RTF Télévision.
- 13 juin : les 24 Heures du Mans sont retransmises pour la première fois à la télévision.
- 20 octobre : Première de l'émission Face à l'opinion sur RTF Télévision.
- 25 octobre : Première de l'émission Télé Match sur RTF Télévision.

## Séries télévisées

### États-Unis
- 12 septembre : diffusion du premier épisode de Lassie sur CBS
- 1er octobre : diffusion du premier épisode de Flash Gordon en syndication
- 3 octobre : diffusion du premier épisode de Papa a raison sur CBS
- 15 octobre : diffusion du premier épisode de Rintintin sur ABC
- 15 décembre : diffusion du premier épisode de Davy Crockett sur NBC

### Québec
- Diffusion de 14, rue de Galais sur Radio-Canada
- Diffusion (11 août 1954) (TOI et MOI)Télévision de Radio-Canada

## Principales naissances
- 29 janvier : Oprah Winfrey, animatrice de télévision et productrice américaine.
- 5 février : Laurent Broomhead, producteur, animateur de télévision et de radio français.
- 5 avril : Guy Bertrand, personnalité radiophonique et télévisuelle canadienne.
- 7 mai : Philippe Geluck, comédien, dessinateur, chroniqueur belge.
- 20 juin : Catherine Ceylac, journaliste française.
- 8 septembre : Joe Cipriano, acteur américain.
- 30 septembre : Steve Stoliar, scénariste et acteur américain.
- 2 octobre : Lorraine Bracco, actrice et réalisatrice américaine.
- 9 octobre : Scott Bakula, acteur américain d'origine tchèque.
- 24 octobre : Doug Davidson, acteur américain.
- 1er décembre : Bob Goen, acteur et présentateur américain.